# Kolberg (Berg bei Rieben)
Der Kolberg ist eine 42 m ü. NHN hohe Erhebung in Rieben, einem Ortsteil der Stadt Beelitz im Landkreis Potsdam-Mittelmark in Brandenburg. Er befindet sich östlich des Gemeindezentrums und südlich des Riebener Sees. Das nördliche Umfeld ist, wie auch die Erhebung, bewaldet. Südwestlich befindet sich ein landwirtschaftlicher Betrieb, während im Osten ein Graben im Bedarfsfall in den Riebener See entwässert.